# 施特菲·内里乌斯
施特菲·内里乌斯（德語：Steffi Nerius，1972年7月1日—），德国女子田径运动员。她曾代表德国参加1996年、2000年、2004年和2008年夏季奥林匹克运动会田径比赛，获得女子标枪银牌。